# 라이트닝홀

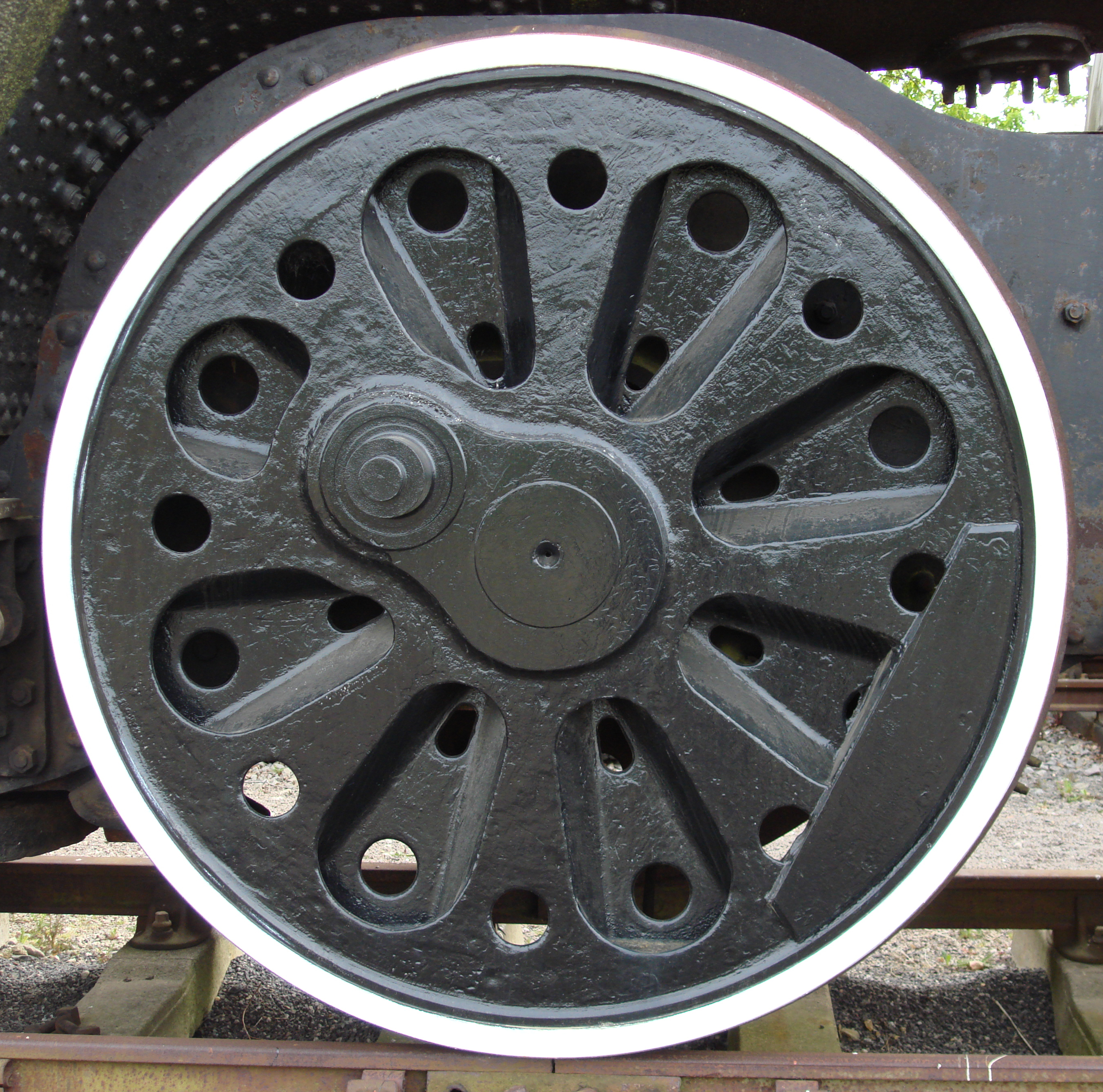

라이트닝홀(Lightening holes)은 구조물을 더 가볍게 만들기 위해 다양한 엔지니어링 분야에서 사용되는 기계 및 건물의 구조적 부품에 있는 구멍이다. 부품의 강성과 강도를 높이기 위해 구멍의 가장자리에 플랜지를 붙일 수 있다. 이 구멍은 원형, 삼각형, 타원형 또는 직사각형일 수 있으며 모서리가 둥글어야 한다. 그러나 응력 상승의 위험을 피하기 위해 모서리가 뾰족해서는 안 되며 구조 부품의 모서리에 너무 가까워서는 안 된다.

## 같이 보기
- 벌집 구조
- 트러스